# Djakaridja Koné
Djakaridja Koné   (Abidjan, 22 de juliol de 1986) és un exfutbolista de Burkina Faso de la dècada de 2010.
Fou internacional amb la selecció de futbol de Burkina Faso.
Pel que fa a clubs, destacà a Dinamo Bucureşti i Evian.